# Saab Arena
Saab Arena (2004-2014: Cloetta Center) je naziv za višenamjensku dvoranu s pratećim sadržajima, predviđenu za održavanje sportskih, kulturnih, poslovnih i zabavnih manifestacija. Cloetta Center se nalazi u švedskom gradu Linköping u naselju Stångån nedaleko samog gradskog centra. 
Ime dvorane je preuzeto od poznate švedske marka slatkiša Cloetta.
Svečana inauguracija obavljena je 3. rujna 2004. godine koncertom švedske rock zvijezde Lars Winnerbäcka koji je rođen u Linköpingu.
Dvorana je četvrta po veličini u Švedskoj i to poslije Ericsson Globea, Malmö Arene i Scandinaviuma.
Maksimalan kapacitet je 11 500 posjetitelja na koncertima i 8 500 posjetitelja pri sportskim manifestacijama.

## Manifestacije
Značajnije manifestacije održane u Cloetta Centru su između ostalih koncerti poznatih zvijedza kao što su:
- Deep Purple,
- Lady GaGa,
- John Fogerty,
- Europe,
- Jerry Lee Lewis,
- Toto,
- W.A.S.P. te
- Whitesnake.

Dva puta je održano švedsko natjecanje za izbor pjesme Eurovizije (šved. Melodifestivalen) 2005. i 2008. godine. 
Cloetta Center je bio domaćin natjecanja SP u rukometu 2011. godine.

## Vanjske poveznice
- Službene stranice  Arhivirana inačica izvorne stranice od 11. kolovoza 2010. (Wayback Machine)